# Janine Berdin
Ne pas confondre avec Janine Berdin (chanteuse) (en) (2002-), chanteuse philippine.
Janine Berdin est une actrice française née le 16 avril 1924 à Paris et morte le 2 mars 2023 à Oullins. Elle est aussi connue sous les noms de Jeanne Berdin et Jeannine Berdin.

## Biographie
Après un baccalauréat de lettres classiques, Janine Berdin suit des études théâtrales avec Pierre Bertin, Maurice Escande, Béatrix Dussane, Jacques Charon.
Elle fut professeur principal d'art dramatique et de littérature dramatique au conservatoire de Lyon.
Elle participe à de nombreuses émissions de radio (productrice et comédienne) ou de télévision.
On la voit au cinéma, mais elle se consacre surtout au théâtre dont une longue collaboration avec Roger Planchon, Marcel Maréchal, et d'autres metteurs en scène : Jacques Rosner, Marcel Cuvelier, Jean Meyer, Jacques Weber, Gilles Chavassieux.
Janine Berdin a été l'interprète de nombreux auteurs, dont Jacques Audiberti, Shakespeare, Pirandello, Obaldia, Ionesco, Beckett, Guitry, Feydeau, Michel Vinaver et Worms.
Elle s'est produite dans différents théâtres parisiens (Odéon) ou en région : TNP, Théâtre des Célestins, Théâtre des Marronniers, Théâtre Les Ateliers, Théâtre Tête d'Or.
Elle a joué dans le cadre du Festival d'Avignon et lors de tournées internationales (Allemagne, Roumanie et Russie).
En 1971, Janine Berdin crée le Petit Théâtre de Poche, qu'elle dirige au 8 rue Juiverie, dans le Vieux-Lyon.

## Filmographie

### Cinéma
- 1969 : Le Diable par la queue (Non tirate il diavolo per la coda) de Philippe de Broca - Mme Passereau
- 1973 : L'Horloger de Saint-Paul de Bertrand Tavernier

### Télévision
- 1974 : Fracasse (téléfilm) de Raoul Sangla - La duègne
- 1974 : Schulmeister, espion de l'empereur (série télévisée) - la mère supérieure (1 épisode, Un village sans importance)
- 1974 : Un jeune homme seul (téléfilm) de Jean Mailland - Blanchette
- 1974 : Lundi (téléfilm) de Edmond Séchan
- 1980 : Le professeur jouait du saxophone (téléfilm) de Bernard Dumont
- 1982 : Jules et Juju (téléfilm) de Yves Ellena

## Théâtre
- 1954 : La bonne âme de Se-Chouan de Bertolt Brecht, mise en scène Roger Planchon
- 1955 : Victor ou les enfants au pouvoir de Roger Vitrac, mise en scène Roger Planchon
- 1958 : Le Mariage de Figaro de Beaumarchais, mise en scène Charles Gantillon et Jacques Barral, Théâtre des Célestins
- 1964 : Le Général inconnu de René de Obaldia, mise en scène Marcel Maréchal, Théâtre du Cothurne, Théâtre de Lutèce
- 1966 : Les Chaises d'Eugène Ionesco, mise en scène Marcel Maréchal, Théâtre du Cothurne
- 1968 : ...Et à la fin était le bang de René de Obaldia, mise en scène Marcel Cuvelier, Théâtre des Célestins
- 1969 : Macbeth de William Shakespeare, mise en scène Jean Meyer
- 1970 : Don Quichotte de la Manche de Maurice Yendt, mise en scène Maurice Yendt
- 1971 : Les musiciens de Maurice Yendt, mise en scène Maurice Yendt
- 1973 : Fracasse d'après Théophile Gautier, mise en scène Marcel Maréchal, Raoul Billerey et Bernard Ballet, Festival d'Avignon, cour d'Honneur
- 1974 : Hölderlin de Peter Weiss, mise en scène Bernard Ballet
- 1975 : Une anémone pour Guignol de Marcel Maréchal, mise en scène Marcel Maréchal
- 1977 : La nuit carnivore d'Emmanuel Pereire, mise en scène Janine Berdin
- 1981 : Medea de Jean Vauthier, mise en scène Michel Béatrix
- 1982 : La dentelle du cygne d'Annie Cohen, mise en scène Philippe Clément
- 1982 : Voyage chez les morts d'Eugène Ionesco, mise en scène Roger Planchon
- 1983 : Ionesco d'après Eugène Ionesco, mise en scène Roger Planchon
- 1985 : La Puce à l'oreille de Georges Feydeau, mise en scène Marcel Maréchal
- 1992 : Chantecler d'Edmond Rostand, mise en scène Jean-Paul Lucet